# プロフェッショナル (1966年の映画)
『プロフェッショナル』（原題：The Professionals）は、1966年公開のアメリカ合衆国の西部劇映画。フランク・オルークの小説『A Mule for the Marquesa』を原作とする。リチャード・ブルックスが製作・監督・脚色を務めた。

## あらすじ
メキシコ革命がまだ終わっていない1916年頃、テキサス油田の富豪ジョー・グラント（ラルフ・ベラミー）は妻マリア（クラウディア・カルディナーレ）を山賊に誘拐される。山賊の首領は革命派の元軍人のジーザス・ラザ（ジャック・パランス）であった。金貨で10万ドルの身代金を要求されるも、グラントは妻を取り戻すため各方面の "プロフェッショナル" たちを呼び寄せる。銃火器の専門家でスペイン語に堪能なリコ（リー・マーヴィン）、馬を扱うハンス（ロバート・ライアン）、追跡と弓矢を得意とするジェイク（ウディ・ストロード）の3人が集められ、それぞれ1万ドルの報償が約束され前金として千ドルが渡される。リコは「チームにはダイナマイトに長けた男が必要だ」と言い、かつてメキシコ革命で共に戦ったビル（バート・ランカスター）を牢屋から出す。
ビルは誘拐した一味の首領がラザと聞いて「信じられない」と言うが、リコたちとともに国境を越えメキシコに向かう。
メキシコに入った彼らは、政府専用列車に乗った兵士たちがラザの小軍に虐殺されるのを目撃する。彼らは、強奪された列車を終点まで追って行く。山賊が去ると、彼らは列車を奪ってからキャンプに移動し、ラザと彼の従者たち（ドルワースとかつて交際していた女性兵士チキータを含む）を監視する。日暮れ時、リコはキャンプに潜入するが、宿舎でラザを殺すのを止められ、誘拐されたグラントの妻マリアが喜んでラザと愛し合おうとしているのを目撃し、自分たちがハメられたと気づく。
彼らはマリアを列車に連れ出すが、賊が奪還しに来て銃撃戦となる。ラザたちの執拗な追跡を受けながら、山中へ逃げ込み、爆薬を使って渓谷の壁を破壊して時間を稼ぐ。マリアは、自分が誘拐されたのではなく、ラザの愛人であることを明かす。彼女はグラントと一度は結婚させたが、いち早く逃げ出し、メキシコの真の愛人のもとに戻ったのだ。
ビルは、ラザと残りの男たちが迫ってくる中、時間を稼ぐために途中で待ち伏せる役を志願する。そしてラザたちと戦い、チキータに殺されそうになるが勝利し、ラザと数頭の馬を連れてリコたちに合流する。
グラントとその部下たちは、アメリカの国境でマリアとプロフェッショナルたちを迎え、契約が達成されたことに満足を示す。そして、手負いのラザを殺すよう部下に命令するが、ビルはそれを阻止し、マリアがラザを馬車に乗せてメキシコに逃げていくに任せる。グラントは激怒するが、プロフェッショナルたちは彼を置いて、逃げる馬車の後についてメキシコへ戻っていく。

## 登場人物
ビル・ドルワース
演 - バート・ランカスター
ダイナマイトの名人。
リコ・ファーダン
演 - リー・マーヴィン
雇われた4人組のリーダー。
ハンス・エーレンガード
演 - ロバート・ライアン
馬の専門家。
ジェイク・シャープ
演 - ウディ・ストロード
追跡と弓矢を得意とする。
ジーザス・ラザ
演 - ジャック・パランス
元メキシコ革命の軍人。ビルとリコとは古い友人同士。
ジョー・グラント
演 - ラルフ・ベラミー
テキサス油田の富豪。
マリア・グラント
演 - クラウディア・カルディナーレ
ジョー・グラントの妻

## キャスト
| 役名                   | 俳優                           | 日本語吹替                                     | 日本語吹替                                 |
| 役名                   | 俳優                           | 日本テレビ版                                   | テレビ朝日版                               |
| ---------------------- | ------------------------------ | ---------------------------------------------- | ------------------------------------------ |
| ビル・ドルワース       | バート・ランカスター           | 久松保夫                                       | 宍戸錠                                     |
| リコ・ファーダン       | リー・マーヴィン               | 北村和夫                                       | 小林清志                                   |
| ハンス・エーレンガード | ロバート・ライアン             | 南川直                                         | 納谷悟朗                                   |
| ジェイク・シャープ     | ウディ・ストロード             |                                                | 蟹江栄司                                   |
| ジーザス・ラザ         | ジャック・パランス             | 内田良平                                       | 大塚周夫                                   |
| マリア・グラント       | クラウディア・カルディナーレ   |                                                | 小原乃梨子                                 |
| ジョー・グラント       | ラルフ・ベラミー               |                                                | 阪脩                                       |
| チキータ               | マリア・ゴメス                 |                                                | 山田礼子                                   |
| オルテガ               | ジョー・デ・サンチェス         |                                                | 村松康雄                                   |
| パデリア               | ホルヘ・マルチネス・デ・オヨス |                                                | 雨森雅司                                   |
| フィエロ               | ラファエル・ベルトランド       |                                                | 藤本譲                                     |
| 銀行頭取               | ボーン・テーラー               |                                                | 上田敏也                                   |
| 保安官                 | ジョン・マッキー               |                                                | 今西正男                                   |
| ラザの手下             | ホセ・シャベス                 |                                                | 笹岡繁蔵                                   |
|                        |                                |                                                |                                            |
| 演出                   | 演出                           |                                                | 小林守夫                                   |
| 翻訳                   | 翻訳                           | 木原たけし                                     | 木原たけし                                 |
| 効果                   | 効果                           |                                                | TFC                                        |
| 調整                   | 調整                           |                                                | 前田仁信                                   |
| 制作                   | 制作                           |                                                | 東北新社                                   |
| 解説                   | 解説                           |                                                | 淀川長治                                   |
| 初回放送               | 初回放送                       | 1974年10月2日 『水曜ロードショー』 21:00-23:25 | 1980年8月10日 『日曜洋画劇場』 21:00-22:54 |

## 受賞とノミネート
| 賞・映画祭           | 部門                 | 候補者                 | 結果       |
| -------------------- | -------------------- | ---------------------- | ---------- |
| アカデミー賞         | 監督賞               | リチャード・ブルックス | ノミネート |
| アカデミー賞         | 脚色賞               | リチャード・ブルックス | ノミネート |
| アカデミー賞         | 撮影賞（カラー）     | コンラッド・ホール     | ノミネート |
| ゴールデングローブ賞 | 作品賞（ドラマ部門） | --                     | ノミネート |